# العلوم والتكنولوجيا في أذربيجان

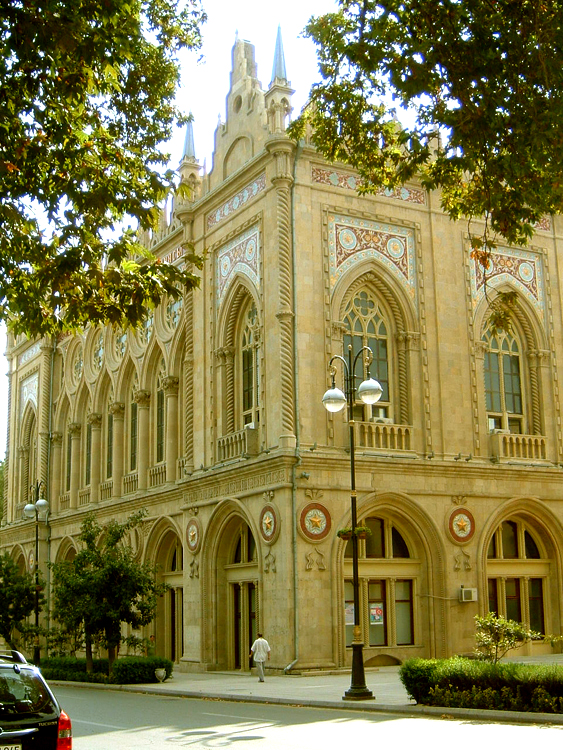

العلوم والتكنولوجيا هي واحدة من أهم مجالات سياسة الدولة وهي تؤثر على جميع الجوانب في أذربيجان. وتعتبر أكاديمية العلوم الوطنية الأذربيجانية الوكالة المركزية للعلوم والتكنولوجيا من أجل تنفيذ سياسة الدولة في هذا المجال.
حلّت أذربيجان في المرتبة 89 في مؤشر الابتكار العالمي في عام 2023، ثم تراجعت للمركز 95 في مؤشر عام 2024.

## سياسة العلم
تتمثل الأولويات الرئيسية للسياسة العلمية في توفير إجراءات التحسين المستدام في العلوم والتكنولوجيا، والحفاظ على الإمكانات العلمية والتكنولوجية، وإعداد الموارد البشرية المؤهلة تأهيلا عاليًا في العلوم والتكنولوجيا، وزيادة قيمة العمال العلميين. يتم تحديد عدد من التدابير من أجل زيادة كفاءة النشاط العلمي للمجتمع الأذربيجاني، وبناء علاقات مترابطة بين الجامعات والمؤسسات العلمية، وضمان تطبيق نتائج البحوث العلمية في المجالات الاجتماعية والاقتصادية وغيرها من المجالات في البلاد والاستخدام السليم للكوادر العلمية. أعدت هيئة رئاسة ANAS إستراتيجية لتطوير العلوم والتكنولوجيا في أذربيجان. تغطي الاستراتيجية القضايا المتعلقة بتوسيع دور العلم والتكنولوجيا في حل المشكلات الاجتماعية والاقتصادية، وتعزيز عمليات الابتكار وزيادة موارد المعلومات للدولة.

### الأهداف الرئيسية للاستراتيجية العلمية
- تحديد هيكل ومحتوى العلوم في أذربيجان فيما يتعلق بالمتطلبات الحالية والأولوية للبلد.
- ضمان التحسينات العلمية وفقًا لتجربة العلوم والتكنولوجيا العالمية.
- زيادة دور العلم في تنمية الاقتصاد في البلاد
- توفير دورات تدريبية للعاملين العلميين من أجل زيادة إمكانات الموارد البشرية في مجال العلوم والمتخصصين في التعامل مع المشكلات العلمية.
- توسيع البحوث في العلوم الأساسية.
- تحسين نظام الإدارة في مجال العلوم والتكنولوجيا
- تحسين آليات التمويل العلمي في مؤسسات البحث العلمي.
- تحديث البنية التحتية في العلوم والتكنولوجيا وإنشاء قاعدة قانونية علمية.
- الحفاظ على المؤسسات العلمية والمدارس.
- توفير التكامل بين تعليم العلوم والإنتاج.
- تحسين الحالة الاجتماعية للعاملين.
- تعزيز توفير المعلومات العلمية.
- توسيع العلاقات العلمية الدولية وتسريع دمج العلوم الأذربيجانية في العلوم الدولية [7]

## الاتجاهات في تمويل العلوم
تشير الإحصاءات إلى أن أذربيجان أنفقت 0.2٪ من الناتج المحلي الإجمالي (GDP) على تطوير العلوم في عام 2016. منذ عام 2000، كان هذا الاتجاه مستقرًا. كانت حصة أذربيجان من الأبحاث العلمية 0.3 ٪ من الناتج المحلي الإجمالي في عامي 2000 و2009. انخفضت حصة الإنفاق على البحوث في الناتج المحلي الإجمالي منذ عام 2009 إلى 0.2 ٪ من الناتج المحلي الإجمالي (2016).

## المؤسسات والمنظمات العلمية
يوجد في أذربيجان أكثر من 35 مؤسسة علمية تقدم الأبحاث العلمية في المجالات التالية: العلوم الاجتماعية، العلوم الإنسانية، لعلوم الطبية البيولوجية، العلوم الكيميائية، علوم الأرض والعلوم التقنية. معهد تكنولوجيا المعلومات، معهد مشاكل الإشعاع، المرصد الفيزيائي الفلكي المسمى باسم نصر الدين الطوسي، معهد نظم، معهد الرياضيات والميكانيكا ومعهد الفيزياء، يقدمان أبحاثًا في مجال الفيزياء والرياضيات والعلوم التقنية. معهد الحفز والكيمياء غير العضوية، معهد المواد البوليمرية، معهد العمليات البتروكيماوية ومعهد المضافات الكيميائية يعمل تحت قسم العلوم الكيميائية. المؤسسات العلمية الأخرى تشمل معهد الجغرافيا، معهد الجيولوجيا والجيوفيزياء، معهد النفط والغاز، والتي تولد البحوث العلمية في إطار قسم علوم الأرض. بالإضافة إلى ذلك، هناك 10 مؤسسات تعمل في قسم العلوم البيولوجية والطبية مثل معهد الموارد الوراثية، معهد علوم التربة والكيمياء الزراعية، معهد علم الأحياء الدقيقة، معهد علم وظائف الأعضاء، معهد علم النبات، الحديقة النباتية المركزية، معهد علم الحيوان، معهد البيولوجيا الجزيئية والتكنولوجيا الحيوية.
هناك 15 مؤسسة تعمل في إطار قسم العلوم الاجتماعية والإنسانية. من أهمها معهد الفولكلور، معهد العمارة والفنون، معهد الأدب الذي يحمل اسم نظامي جانجافي، معهد اللغويات، سمي على اسم نسمي، معهد المخطوطات الذي سمي باسم محمد فوزولي، معهد الفلسفة، معهد الاقتصاد، معهد تاريخ العلوم ومعهد علم الأبرشية والاثنوغرافيا.
تأسست المؤسسة وفق المرسوم الرئاسي الصادر في عام 2009. الاتجاهات الرئيسية للمؤسسة هي الحفاظ على الإمكانات العلمية والتكنولوجية في البلاد وتطبيق هذه الإمكانات في تنمية الاقتصاد وتوسيع دور العلم والتكنولوجيا في حل المشكلات الاجتماعية وتمويل البحوث والبرامج العلمية، المشاريع وغيرها من الأحداث العلمية. وبالتالي، تقدم مؤسسة التطوير العلمي الدعم المالي لتنفيذ الاستراتيجية العلمية للدولة.

## هاى تكنولوجيز بارك
تم إنشاء مجمع التقنيات المتقدمة التابع للأكاديمية الوطنية الأذربيجانية للعلوم وفقًا للمرسوم الرئاسي الصادر في 8 نوفمبر 2016. تتمثل الأهداف الرئيسية لمجمع High-Tech Park في إنشاء آليات تطبيق للمشاريع القائمة على الصناعة، وتوفير الابتكار التقني للإنتاج بالجملة وتمكين الأعمال العملية في مجال العلوم والتكنولوجيا.

## العلماء البارزون
قدم العديد من العلماء من أذربيجان مثل لطفي زاده في نظرية مجموعة ضبابية مساهمات كبيرة للمجتمع العلمي المحلي والدولي. ومن بين العلماء الأذربيجانيين البارزين ناظم مرادوف،  آزاد ميرزاجانزاد،  يوسف محمدالييف،  ليف لانداو،  غريب مورشودوف،  خليل كلانتار،  أليكرام علياندييف،  مسعود أفندييف.

## المنشورات العلمية
هناك أكثر من 20 مجلة علمية منها «مشاكل تكنولوجيا المعلومات»، «مشاكل مجتمع المعلومات»، مجلات علمية وعملية في أكاديمية العلوم الوطنية الأذربيجانية في مختلف مجالات العلوم.
| منشور                                                | القضايا في السنة                | نسخ من الطبعة السنوية | اللغات                                                                      |
| أذربيجان                                             | 1 إصدار في الشهر، حجم 4 quires  | 280                   | الإنجليزية / الروسية                                                        |
| الرياضيات التطبيقية والحاسوبية                       | 2                               | 300                   |                                                                             |
| المعاملات من معهد علم وظائف الأعضاء                  | 2                               | 500                   | أذربيجان/ الروسية                                                           |
| معاملات معهد علم الأحياء الدقيقة                     | 1                               | 100                   | أذربيجان/ الروسية                                                           |
| معاملات معهد دراسات التربة والكيمياء الزراعية        | 1                               | 150                   | أذربيجان/الروسية                                                            |
| معاملات معهد الوراثة والاختيار                       | غير دورية                       | 200                   | أذربيجان/ الروسية                                                           |
| معاملات معهد علم الحيوان                             | غير دورية                       | 200                   | أذربيجان/الروسية                                                            |
| Elturan                                              | 2 قضايا في السنة، وحجم 8 quires | 1000                  | أذربيجان                                                                    |
| مجلة مشاكل الفلسفة الشرقية                           | 2 قضايا في السنة، وحجم 9 quires | 250                   | أذربيجان / الألمانية / الإنجليزية / الفرنسية / التركية / الفارسية / العربية |
| Qendershunaslig                                      | 1 تصدر في السنة، حجم 11 quires  | 500                   | أذربيجان/الإنجليزية                                                         |
| المجلة التركية لأكاديمية العلوم الوطنية الأذربيجانية | 1 تصدر في السنة، حجم 8 quires   | 250                   | أذربيجان/الروسية                                                            |
| عمليات البتروكيماويات وتكرير النفط                   | 6                               |                       | الإنجليزية الروسية                                                          |
| مجلة أذربيجان للكيمياء                               | 4 أعداد في السنة، حجم 8 quires  | 250                   | أذربيجان / الروسية                                                          |
| المجلة الفلكية الأذربيجانية                          | 4 أعداد في السنة، حجم 8 quires  | 250                   | أذربيجان /الإنجليزية /الروسية                                               |
| مجلة أذربيجان للفيزياء                               | 4 أعداد في السنة، حجم 8 quires  | 250                   | أذربيجان / الإنجليزية / الروسية                                             |

علاوة على ذلك، هناك عدد من المجلات العلمية منها مجلتان عالميتان تعملان تحت إشراف وزارة التعليم في أذربيجان. يتم نشر معظم هذه المجلات في الجامعات. تُعتبر 4 مجلات مجلات علمية منها المجلة العلمية والتقنية والصناعية «البيئة وصناعة المياه»، والتي يتم نشرها بشكل مشترك من قبل AACU و ASRHE ورابطة الإنتاج العلمي ومعهد البحوث العلمية ومشاريع قناة المياه والبيئة وصناعة المياه معهد البحث العلمي.